# Perrogney-les-Fontaines
Perrogney-les-Fontaines település Franciaországban, Haute-Marne megyében. Lakosainak száma 109 fő (2022. január 1.). Perrogney-les-Fontaines Aprey, Auberive, Courcelles-en-Montagne, Flagey és Noidant-le-Rocheux községekkel határos.

## Népesség
A település népességének változása:
| Lakosok száma | 110  | 130  | 129  | 114  | 117  | 121  | 114  | 112  | 112  | 109  |
|               | 1968 | 1982 | 1990 | 2006 | 2013 | 2015 | 2017 | 2019 | 2020 | 2022 |